# Никсон, Кимберли
Кимберли Никсон (англ. Kimberley Nixon; род. 24 сентября 1985) — британская актриса.

## Биография
Кимберли Никсон родилась в Бристоле и вместе с шестью братьями выросла в Pontypridd, Уэльс. Никсон обучалась в Королевском валлийском колледже музыки и драмы в Кардиффе и ещё до окончания обучения в 2007 году подписала контракт с Universal Studios.

### Карьера
Карьера Кимберли Никсон в кино началась в 2007 году со съёмок в сериале «Крэнфорд», где её партнёршей была Джуди Денч. В 2008 году она сыграла во второстепенных ролях в фильмах «Ангус, стринги и поцелуи взасос», «Лёгкое поведение» и «Оторва». Затем у неё была главная роль в фильме «Вишнёвая бомба» с Рупертом Гринтом, также Кимберли сыграла второстепенную роль в фильме «Чёрная смерть».

## Фильмография
| Год       |    | Русское название                | Оригинальное название              | Роль                  |
| --------- | -- | ------------------------------- | ---------------------------------- | --------------------- |
| 2008      | ф  | Ангус, стринги и поцелуи взасос | Angus, Thongs and Perfect Snogging | Линдси                |
| 2008      | ф  | Оторва                          | Wild Child                         | Кейт                  |
| 2008      | ф  | Лёгкое поведение                | Easy Virtue                        | Хильда Уиттейк        |
| 2009      | ф  | Вишнёвая бомба                  | Cherrybomb                         | Мишель                |
| 2009      | ф  | Закон и порядок: Лондон         | Law & Order: UK                    | Салли Дуглас          |
| 2010      | ф  | Пуаро Агаты Кристи              | Agatha Christie: Poirot            | Эгг                   |
| 2010      | ф  | Чёрная смерть                   | Black Death                        | Эйверилл              |
| 2011      | с  | Убийства в Мидсомере            | Midsomer Murders                   | Клоуд                 |
| 2011—2013 | с  | Свежее мясо                     | Fresh Meat                         | Джози                 |
| 2011      | ф  | То, что надо!                   | Hunky Dory                         | Викки Манро           |
| 2011      | ф  | Элфи Хопкинс                    | Elfie Hopkins                      | Пиппа                 |
| 2011      | ф  | Сопротивление                   | Resistance                         | Бетан                 |
| 2012      | ф  | Преступник                      | Offender                           | Элис                  |
| 2013      | с  | Мисс Марпл Агаты Кристи         | Agatha Christie’s Marple           | Луиза                 |
| 2014      | с  | Плейхаус                        | Playhouse Presents                 | Джессика              |
| 2014      | тф | Под сенью млечного леса         | Under Milk Wood                    | Майфанвай Прайс       |
| 2014      | с  |                                 | The Dog Thrower                    | Джессика              |
| 2014      | с  | Чужестранка                     | Outlander                          | Милли                 |
| 2015      | с  |                                 | Critical                           | Хэрри Беннетт-Эдвардс |